# Liste von HTML-Editoren
Die Liste von HTML-Editoren enthält verschiedene HTML-Editoren. Nicht genannt sind universelle Texteditoren mit Syntaxhervorhebung oder anderen Erweiterungen für HTML.

## Lokale Anwendungen
Anwendungen, die auf dem genutzten Computer installiert werden.

### Quelltext-Editoren
Eine Liste von HTML-Editoren, also Editoren, die auf die Bearbeitung von HTML-Quelltexten ausgelegt sind.
Mehrere Plattformen:
- Arachnophilia (Java)
- Atom
- Bluefish
- Brackets
- CoffeeCup HTML Editor
- JetBrains WebStorm (Java)
- lite (C++, Lua)[1]
- Sublime Text

Windows:
- HTML-Editor Phase 5
- HTML-Kit[2]
- Macromedia HomeSite
- UltraEdit
- Webocton-Scriptly

Mac:
- BBEdit
- Espresso
- Smultron
- Erbele

Linux:

### WYSIWYG-Editoren
WYSIWYG steht für „What You See Is What You Get“ (englisch für „Was du siehst, ist [das], was du bekommst.“) und meint, dass man direkt in einem (weitestgehend) originalgetreu dargestellten Dokument Änderungen vornehmen kann. Dabei werden keinerlei HTML-Kenntnisse benötigt, da der HTML-Code von der Anwendung generiert wird. Das Prinzip stammt von der Textverarbeitung. Eine Quelltext-Bearbeitung ist oft zusätzlich möglich.

#### Web-Dokumentbearbeitungs- und -Publishingsoftware
Mehrere Plattformen:
- Amaya
- BlueGriffon
- Dreamweaver
- Google Web Designer
- KompoZer
- RocketCake
- SeaMonkey Composer

Windows:
- Visual Studio
- Microsoft FrontPage
- Microsoft Expression Web
- Namo WebEditor
- NetObjects Fusion

Mac:
- RapidWeaver

Sonstige:
- Quanta Plus

#### Textverarbeitungssoftware mit HTML-Unterstützung
- AbiWord
- Apache OpenOffice Writer
- LibreOffice Writer
- Microsoft Word
- TextEdit (macOS)

## Web-Anwendungen
Editoren, die innerhalb eines Web-Browsers benutzt werden.

### WYSIWYG-Editoren als oder in Web-Applikationen
- CKEditor (ehemals FCKeditor)
- CodePen
- JSFiddle
- TinyMCE
- Trix (Editor)